# Ихтиар ел Дин Хасан ибн Гавра
Ихтијар ел Дин Хасан ибн Гавра или Икстијар ел Дин Хасан ибн Гавра (умро 1192) је био дворјанин и дугогодишњи везир селџучког султана Иконије Килиџ Арслана II (владао 1156–1192). 

## Биографија
Био је члан византијске породице Гавра, врло вероватно идентичан, или вероватно син, неименованог члана породице који је пребегао султану у позној владавини цара Манојла I Комнина (1143–1180), постао је водећи члан селџучког двора, и служио је као амбасадор Селџука код цара током битке код Мириокефалона 1175–1176. Сам Иктијар је сигурно посведочен 1180. године, када је водио преговоре са Саладином. Он је обављао дужност везира до смрти Килиџ Арслана II 1192. Према А. Брајеру, он је „важен као мудар државник и познат по раскоши својих хаљина и личног накита“. Ипак, могуће је да је он (или могући син) „Гавра“ који је оптужен за тровање султана и његовог наследника Кејхусрава I 1192. године. После смрти Килиџ Арслана II, отпуштен је са своје функције и пребачен на своја имања у близини Ерзинџана, где је намеравао да се повуче, али су га на путу затекли и убили туркменски јуришници. На његове поседе је тада полагао право Менгујекидски емир Бахрамшах.